# ديميتريوس زامباكوس باشا

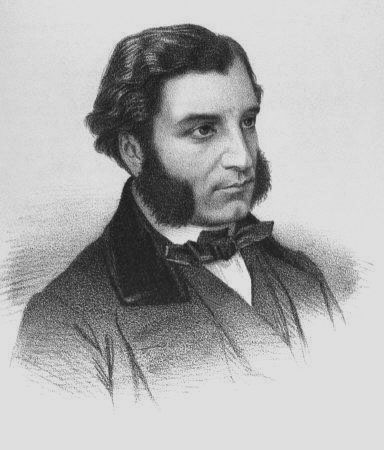
ديميتريوس زامباكوس باشا

ديميتريوس زامباكوس باشا ،(باليونانية: Δημήτριος Ζαμπάκος)، (ولد سنة 1831، توفي سنة 1913). كان سياسيا، وفيزيائيا، وأحد كبار الجراحين اليونان في الدولة العثمانية.